# هاکوب ماتیلیان
هاکوب آغاسو ماتیلیان (ارمنی: Հակոբ Աղասու Մաթիլյան؛ زادهٔ ۲۷ ژانویهٔ ۱۹۵۹) یک سیاستمدار اهل ارمنستان است که از تاریخ ۱۹۹۹ تا تاریخ ۲۰۰۳ سمت نمایندگی دوره دوم مجلس ملی جمهوری ارمنستان را برعهده داشت.

## زندگی‌نامه
در ۲۷ ژانویه ۱۹۵۹ در آرتیک به دنیا آمد و از دانشگاه ملی علوم کشاورزی ارمنستان فارغ‌التحصیل شد. 